# Jean-Jacques Fourgassié-Vidal
Pour les articles homonymes, voir Jean Vidal (homonymie).
Jean-Jacques Antoine Frédéric Fourgassié-Vidal est un homme politique français le 7 avril 1809 à Castres (Tarn) et mort le 3 octobre 1885 à Saïx.

## Biographie
Banquier à Castres, il est député du Tarn de 1849 à 1851, siégeant à gauche.

## Sources
- « Jean-Jacques Fourgassié-Vidal », dans Adolphe Robert et Gaston Cougny, Dictionnaire des parlementaires français, Edgar Bourloton, 1889-1891 [détail de l’édition]